# Delemodacrys mourei
Delemodacrys mourei är en skalbaggsart som beskrevs av Martins och Dilma Solange Napp 1979. Delemodacrys mourei ingår i släktet Delemodacrys och familjen långhorningar. Inga underarter finns listade i Catalogue of Life.